# Světelský oltář

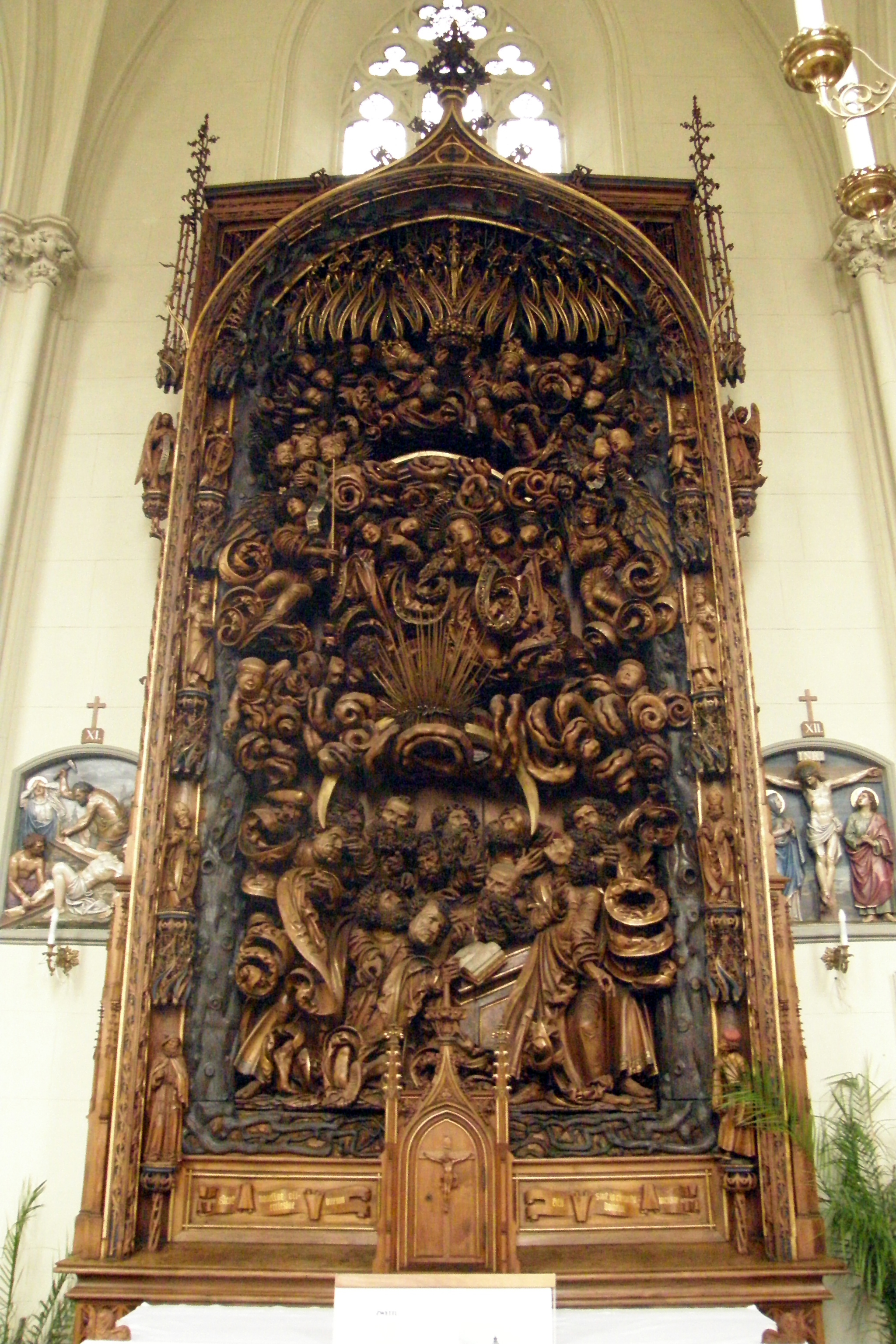
Světelský oltář

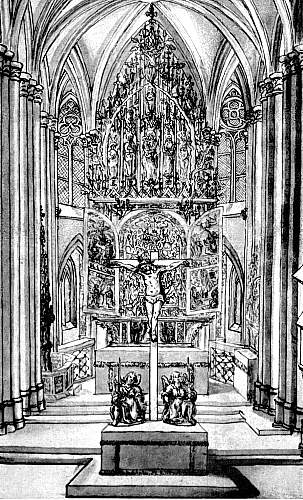
Perokresba z let 1630–1640, zobrazující oltář v původní podobě ve Zwettlu

Světelský oltář je část bývalého hlavního oltáře zasvěceného Nanebevzetí Panny Marie, který byl vytvořen pro cisterciácký klášter ve Zwettlu (Světlá) v Dolním Rakousku. Nyní je součásti výzdoby kostela svaté Barbory v Adamově v okrese Brno-venkov. Jedná se o významnou památku pozdně gotického řezbářství.
Světelský oltář je národní kulturní památkou evidovanou v Ústředním seznamu kulturních památek České republiky pod rejstříkovým číslem 27171 / 7-340.

## Historie
Poté, co se opat Erasmus z Leisser rozhodl opravit poničený klášterní chrám ve Zwettlu, nechal řezbáři vytvořit zcela nový oltář, který byl zasvěcen Nanebevzetí Panny Marie. Po dokončení oltář dosahoval skoro 20 metrů. Odhadovaná doba vzniku oltáře se pohybuje mezi léty 1516 a 1525. Jedním z autorů byl pravděpodobně i Ondřej Morgenstern z Českých Budějovic.
V roce 1730 byl podle archivních zpráv považován za staromódní a o tři roky později byl rozmontován. Část známá dnes jako "Světelský oltář" byla uložena do boční kaple Všech Svatých.
V roce 1857 uhradil kníže Alois II. z Lichtenštejna výlohy za restaurování, Světelský oltář získal a následně jej věnoval do nově zbudovaného kostela v Adamově. Roku 1891 se opat kláštera ve Zwettlu Stephan Rössler obrátil na knížete Aloise s prosbou o vrácení oltáře, avšak vyhověno mu nebylo.
V průběhu let byl oltář napaden červotoči a částečně restaurován. V roce 1944 byl z obav před bombardováním oltář rozmontován a uschován v kryptě poutního kostela ve Vranově. V roce 1947 byl z Vranova odvezen na restaurování do Brna a poté se vrátil zpět do Adamova.
Roku 1970 byly z rámu oltáře ukradeny dvě sochy. Později byly nalezeny na aukci uměleckých předmětů v Německu a vráceny na oltář.
V roce 1978 byl oltář očištěn místními věřícími. V letech 2006–2007 byl oltář restaurován a během tohoto období byl vystaven na zámku v Mikulově. V roce 2010 byl vyhlášen národní kulturní památkou.

## Popis

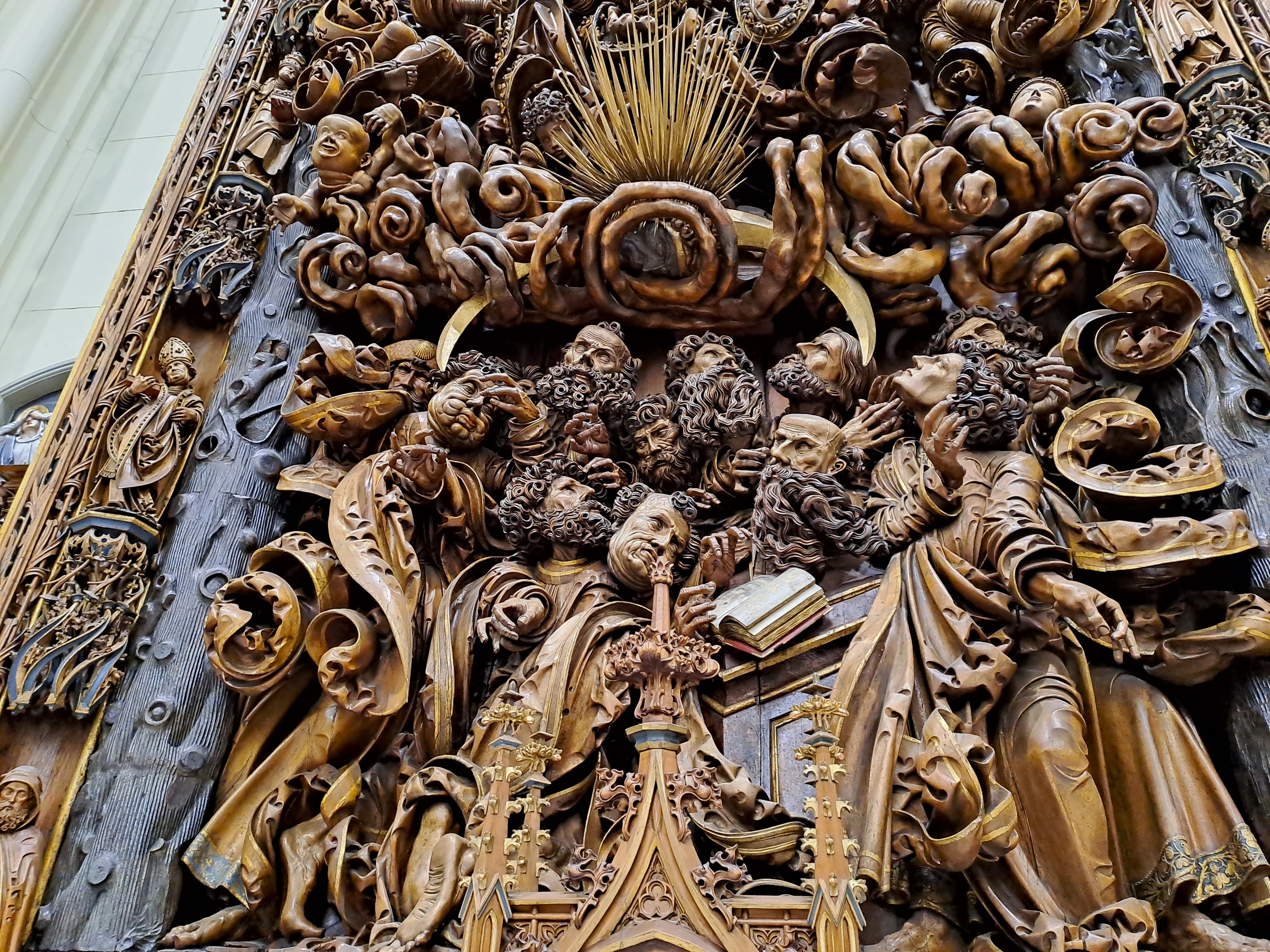
Detail světelského oltáře

Světelský oltář v současné podobě je pouze fragmentem rozměrného pozdně gotického oltářního celku. Je tvořen vyřezávaným dřevěným reliéfem, umístěným dnes v neogotické skříni. Reliéf zobrazuje Nanebevzetí Panny Marie a byl původně umístěn v oltářní skříni hlavního oltáře ve Zwettlu. Další části oltáře se nedochovaly, zobrazuje je však stará perokresba (viz obrázek). Ztracena jsou otevírací oltářní křídla, rozměrný nástavec i původní predella.
Scéna nanebevzetí je dvěma pásmy oblak rozdělena na nejspodnější část s apoštoly, prostřední část s Pannou Marií a anděly a část nejhořejší s Nejsvětější Trojicí (zobrazenou jako tři mužské postavy. Většina postav má silně individuální rysy, vyznačuje se expresivní gestikou a mimikou a pozoruhodně realistickou fyziognomií.